# ブルース・シュナイアー
ブルース・シュナイアー（Bruce Schneier、1963年1月15日 - ）は、アメリカ合衆国の暗号・情報セキュリティの研究者・専門家、作家。専門に関する著作には定評がある。Counterpaneインターネットセキュリティ社の創設者であり、最高技術責任者（CTO）でもある。

## 人物
ニューヨーク州ニューヨーク市出身。現在はミネソタ州ミネアポリス在住。アメリカン大学でコンピュータサイエンス修士号、ロチェスター大学で物理学理学士号を習得。現在はBT Counterpaneに勤務。その前は国防総省、更に前はベル研究所で働いていた。
また、「無能な素人から最上の暗号家に至るまで、誰であれ、自分自身が破ることのできない（暗号の）アルゴリズムを作ることができる(Anyone, from the most clueless amateur to the best cryptographer, can create an algorithm that he himself can't break.)」という警句は、セキュリティ業界において「最強の暗号のプロである（と自分で思い込んでいる）自分自身でも破れないようなセキュリティを作って『安全だ』などと思うのは、無能な素人と同レベルだ。他の多くの専門家による長年の解析を経ても破ることができないようなセキュリティを作る事こそが難しいのだ」と言う意味の「シュナイアーの法則」として知られている。